# The Cat Fanciers' Association
The Cat Fanciers' Association, förkortat CFA, grundat 1906 i USA är världens näst största kattförbund. Det har världens största kattregister med medlemmar över hela världen.